# Bernie Malone
Bernie Malone este un om politic irlandez, membru al Parlamentului European în perioada 1994-1999 din partea Irlandei.
1. ↑  Deputații în Parlamentul European